# Dissopsalis
Il dissopsalide (gen. Dissopsalis) è un mammifero carnivoro estinto, appartenente agli ienodonti. Visse tra il Miocene medio e il Miocene superiore (circa 16 - 9 milioni di anni fa) e i suoi resti fossili sono stati ritrovati in Asia e in Africa.

## Descrizione
Questo animale era di piccole dimensioni e non doveva superare la taglia di una volpe. Ciò che si conosce dello scheletro postcranico indica che Dissopsalis era un animale snello e agile. 
Il cranio era allungato e di struttura gracile. Presentava una forte cresta sagittale che doveva permettere l'ancoraggio di potenti muscoli, mentre la scatola cranica era ridotta. I due primi molari superiori erano mediamente sviluppati per uno ienodonte, e possedevano un forte protocono. Il terzo molare era invece ridotto. I due primi molari inferiori erano dotati di un trigonide ben delineato e di un talonide appena accennato; sul terzo molare inferiore, invece, il trigonide era tagliente e il talonide ridotto a un piccolo denticolo. Il carnassiale ben differenziato dagli altri denti, così come la riduzione del terzo molare, indicano una notevole specializzazione carnivora di Dissopsalis.

## Classificazione
Il genere Dissopsalis venne descritto per la prima volta da Pilgrim nel 1910, sulla base di denti e altri frammenti rinvenuti in terreni del Miocene medio-superiore del Pakistan. Pilgrim descrisse due specie, Dissopsalis carnifex e D. ruber, ma attualmente solo la prima è considerata valida. Successivamente, vennero ritrovati resti più completi, tra cui un cranio in buono stato di conservazione, sempre in Pakistan. Altri fossili attribuiti a Dissopsalis provengono dall'India. Nel 1965 Savage descrisse una nuova specie di Dissopsalis, D. pyroclasticus, sulla base di una mandibola rinvenuta nella zona di Maboko, in Kenya, e risalente a circa 11 milioni di anni fa.
Dissopsalis è considerato l'ultimo rappresentante degli ienodonti, un gruppo di mammiferi carnivori che si diffusero nel corso dell'Eocene e dell'Oligocene, per poi subire la competizione dei veri carnivori (ordine Carnivora). In particolare, Dissopsalis è una forma di piccole dimensioni e piuttosto specializzata; inizialmente attribuito al gruppo dei Proviverrinae e considerato affine a Cynohyaenodon, più di recente è stato considerato un membro dei Teratodontinae. Tra i suoi più stretti parenti si annoverano due forme africane, l'oligocenico Metasinopa e il miocenico Anasinopa.

## Paleoecologia
Dissopsalis carnifex sembra essere stato un carnivoro molto diffuso nel Miocene medio nel subcontinente indiano, mentre D. pyroclasticus sembrerebbe essere stato molto più raro.